# Concha Lizárraga

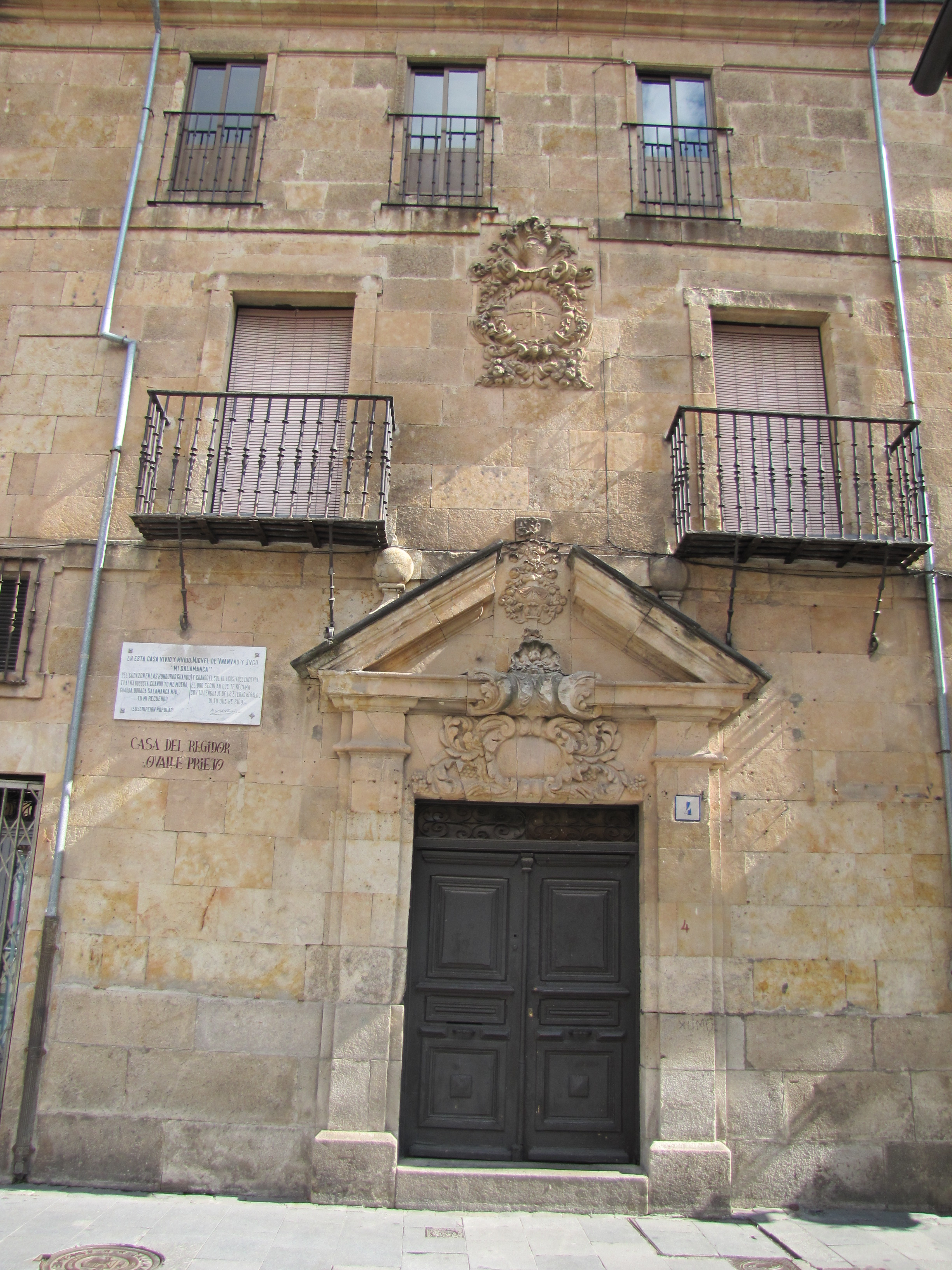
Residencia de la familia Unamuno en Salamanca, en la antigua casa del Regidor Ovaile Prieto

Concha Lizárraga Ezenarro, o Ecenarro, (Guernica, 25 de julio de 1864-Salamanca, 15 de mayo de 1934) fue una ama de casa española, esposa del escritor español Miguel de Unamuno, madre de los nueve hijos de la pareja, y apoyo personal de la vida del escritor.

## Biografía
Era hija de Josefa de Ezenarro, de Guernica, y de Fernando Lizárraga, de Bilbao. Vivió su primera infancia en Bilbao, pero a la muerte de sus padres regresó a Guernica, donde había nacido. Desde casi niña, y a causa de su orfandad, atendió a sus abuelos y a su familia y tuvo por tanto una formación elemental. De religión católica, conoció al entonces futuro escritor en la catequesis de la iglesia de San Juan del pueblo donde vivían, cuando ambos tenían nueve años. El escritor cuenta que se enamoró de ella al verla, y su enamoramiento le hizo dudar de una primeriza vocación religiosa, que finalmente abandonó.
Ennoviados desde los quince años, se casaron en 31 de enero de 1891 y se trasladaron a vivir a Salamanca, donde Unamuno había conseguido la cátedra de griego en la Universidad, y donde crearon una fuerte raigambre, nacieron ocho de sus hijos y vivieron en la casa de la calle Bordadores. El matrimonio duró cuarenta y tres años, hasta la muerte de ella. El escritor, viudo, la sobrevivió dos años. 

### Apoyo personal a Unamuno
Quienes trataron a Lizárraga, como el filósofo Ortega y Gasset, describieron cómo con su carácter optimista y vital y su capacidad de comprensión estableció el balance necesario para la atormentada personalidad del escritor, y fue su soporte en su carrera y en los momentos difíciles que vivieron ambos en lo personal, además de las difíciles circunstancias sociales y políticas del momento. Consta cómo ella le sostuvo en las dudas vitales y religiosas, especialmente en la grave crisis sobrevenida al escritor en 1897 a causa de la enfermedad y posterior fallecimiento a los seis años de Raimundo, el tercero de sus hijos, enfermo de meningitis tuberculosa e hidrocefalia, y la muerte de su hija Salomé a los treinta y siete años.
El propio escritor describió la personalidad de Lizárraga como alegre, con un humor “espontáneo y sin artificios” que fue su apoyo y pudo contrarrestar sus ideas suicidas, y de ella dijo “si hay algo que ha servido de contrapeso a las tendencias hipocondríacas y algo tristes de mi espíritu, es mi mujer”.
La relación epistolar entre ambos, a causa del destierro del escritor en Fuerteventura y su posterior estancia en Francia, ha sido publicada. En ella queda constancia de los acontecimientos familiares, la importancia de la vida doméstica y las dificultades económicas que hubieron de superar cuando Lizárraga se hizo cargo de la familia en los años de destierro.

### Influencia en la obra del escritor
El noviazgo entre ambos estructuró uno de los primeros cuentos del escritor, “Ver con los ojos” publicado en El Noticiero de Bilbao en 1886, en el que Lizárraga es descrita bajo el nombre de Magdalena. Compuso para ella varias obras, entre ellas las primeras poesías de amor y un poema en 1912.
Fue retratada varias veces por Unamuno, que era muy aficionado al dibujo, en escenas domésticas y familiares, cosiendo, etc. Hay numerosas referencias afectivas a Lizárraga en los escritos, cartas e incluso en la obra novelística de Unamuno a través de sus personajes. Se ha descrito que Lizárraga fue para Unamuno una figura fundamentalmente maternal, un refugio, cuyo modelo fue proyectado en los personajes femeninos que pueblan sus novelas y obras de teatro, en las que la mujer es maternal respecto a los hombres, aunque se trate del esposo. La personalidad de Lizárraga guarda muchas similitudes con las mujeres creadas por el escritor, cuyo ánimo era la maternidad, y al mismo tiempo eran de carácter fuerte, subrayándose su “sororidad” frente a la fraternidad.

## Reconocimientos
La Asociación de Amigos de Unamuno, en el LXXXI aniversario de su muerte, en 2015, le dedicó en homenaje un recital poético en Salamanca, en el que se destacó cómo hizo posible la realidad del escritor.